# Río Tempisque
Der Río Tempisque ist ein 144 km langer, vollständig in der Provinz Guanacaste des Landes Costa Rica verlaufender Fluss. Er entspringt am Orosí ganz im Nordwesten des Landes und fließt in südliche Richtung. Schließlich mündet er in den Golf von Nicoya, einen Teil des Pazifischen Ozeans.
Auf seinem Weg durchfließt der Tempisque den Parque Nacional Palo Verde, der ein wichtiges Schutzgebiet für verschiedene Tiere wie Krokodile, Affen, Leguane und Vögel ist.
Im Mündungsbereich überspannt eine im November 2002 erbaute Brücke den Fluss. Die El Puente de la Amistad Costa Rica-Taiwan genannte Brücke war ein Geschenk der taiwanesischen Regierung. Musste der Fluss zuvor zeitaufwendig mittels einer Fähre überquert werden, so beschleunigt die Brücke heute die Verkehrsanbindung von weiten Teilen des Landes auf die Nicoya-Halbinsel.